# Diego Benaglio
Diego Orlando Benaglio (Zurique, 8 de Setembro de 1983) é um ex-futebolista suíço que atuava como goleiro.

## Carreira
Em 1999, Benaglio começou a carreira profissional no Grasshopper da primeira divisão suíça. Tinha apenas 16 anos, e esse foi um dos motivos pelos quais, durante os três anos de contrato com o clube, jogou em apenas 23 oportunidades.
Em 2002, transferiu-se para o Stuttgart da Alemanha. Aos 19 anos, sentiu novamente a dureza do banco de reservas — era o terceiro guarda-redes, abaixo de Timo Hildebrand e Thomas Ernst. Chegou a atuar algumas vezes pelo equipa B do Stuttgart que disputava a terceira divisão, mas aquilo era pouco para as ambições dele.
Benaglio decidiu mudar de ares novamente e em 2005 foi para Portugal, assinando contrato com o Nacional da Ilha da Madeira. Logo conquistou a posição de titular e chamou a atenção de outros clubes europeus com boas atuações.

### Wolfsburg
Foi em 2008 que o Wolfsburg contratou o goleiro suíço. Ele substituiu imediatamente o até então titular Simon Jentzsch e assumiu um forte papel de liderança dentro da equipe.
O maior e mais surpreendente sucesso de Benaglio com o Wolfsburg veio na temporada 2008-09, quando a equipe conquistou pela primeira vez na sua história o título de campeão alemão. Logo depois, Benaglio renovou o contrato com o Wolfsburg até 2013, garantindo assim a alegria dos torcedores por mais três anos. Em 23 de janeiro de 2013, Benaglio assinou uma renovação de contrato com o Wolfsburg, para mantê-lo no clube até 2016.

## Seleção nacional
A Copa do Mundo da FIFA África do Sul 2010 foi o terceiro grande torneio internacional para Benaglio. Depois da estreia na seleção contra a China em amistoso realizado em 3 de junho de 2006, ele acabou sendo o terceiro goleiro na Copa do Mundo da FIFA 2006 na Alemanha, atrás de Pascal Zuberbühler e Fabio Coltorti.
Em fevereiro de 2008, o então treinador Jakob Kuhn comunicou à imprensa que Benaglio seria o goleiro número um na Euro 2008, e foi exatamente o que aconteceu. Só que o novo titular não conseguiu evitar a precoce eliminação da sua seleção já na fase de grupos.
Eleito o melhor jogador suíço de 2009, Benaglio espera que tudo possa correr melhor para ele e para os companheiros durante a Copa do Mundo da FIFA 2010. O objetivo é chegar pelo menos às oitavas de final. Em 2006, Benaglio teve de assistir do banco de reservas à eliminação da Suíça, mesmo sem ter sofrido um único gol sequer. Em 2010, chegar mais longe está literalmente nas suas mãos.

## Títulos
Grasshopper
- Swiss Super League: 2001

Wolfsburg
- Bundesliga: 2008-09
- Copa da Alemanha: 2014-15
- Supercopa da Alemanha: 2015